# Воркута (аэропорт)
Воркута́ — аэропорт в Республике Коми, на юго-западной окраине одноимённого города.
Аэродром способен принимать самолёты Ан-12, Ан-24, Ан-26, Ил-114, Л-410, Ту-134, Як-40, Як-42, ATR 42, Bombardier CRJ 100/200, Embraer EMB 120 Brasilia, Embraer ERJ-145, Embraer E-190, Sukhoi Superjet 100 и все более лёгкие, вертолёты всех типов. Классификационное число ВПП (PCN) 14/R/B/X/T.
На аэродроме, помимо гражданской авиации, базируется авиация ФСБ РФ.
Вблизи Воркуты имеется также военный аэродром Советский.

## Показатели деятельности
| год             | 2014 | 2015 | 2016 | 2017 | 2018 | 2019 | 2020 | 2021 |
| тыс. пассажиров | 60,6 | 42,5 | 33,8 | 26,4 | 22,3 | 17,6 | 7,14 | 13,9 |
| Источники:      |      |      |      |      |      |      |      |      |

## Происшествия
19 декабря 2009 года около 15:00 московского времени вертолёт Ми-171 (бортовой номер RA-22468) Ухтинского филиала ООО Авиапредприятие «Газпромавиа», на борту которого находились 22 пассажира и 3 члена экипажа, выполнял рейс по маршруту Бованенково — Воркута. Воздушное судно совершило аварийную посадку в тундре в 700 м от шахты «Воркутинская», не долетев приблизительно 4,5 км до аэропорта Воркута. При жёсткой посадке вертолёта один из пассажиров получил тяжелые травмы, от которых впоследствии скончался. Кроме того, причинен тяжкий вред здоровью другого пассажира. Командир воздушного судна Николай Витковский обвиняется в совершении преступления, предусмотренного ч.2 ст.263 Уголовного кодекса РФ (нарушение правил безопасности движения и эксплуатации воздушного транспорта, повлекшее по неосторожности смерть человека). По заключению Межгосударственного авиационного комитета, непосредственной причиной авиапроисшествия явилась потеря экипажем пространственной ориентировки после снижения ниже высоты принятия решения вследствие отвлечения внимания от контроля за режимом полета на визуальный поиск огней подхода и ВПП в условиях отсутствия видимости наземных и световых ориентиров, что привело к непреднамеренному выводу вертолета на большие углы тангажа, потере скорости и попаданию в режим вихревого кольца.